# O Fim da Pobreza
O Fim da Pobreza é um livro escrito pelo professor Jeffrey Sachs no qual ele apresenta um panorama dos problemas da pobreza nos países subdesenvolvidos e propõe uma série de intervenções e de princípios para os ajudar a ultrapassar as suas dificuldades.

## Sumário
O livro começa por descrever a situação da pobreza no mundo no virar do milénio através de dados estatísticos e de descrições das condições de vida das pessoas nos diferentes níveis de rendimento a nível mundial.
Apresenta ainda uma perspectiva histórica do crescimento económico e da redução da pobreza evidenciando os progressos realizados e as causas das melhorias verificadas e dos problemas que ainda existem.
Mais a frente Sachs descreve a sua formação e as suas experiências e investigações como professor e conselheiro, nomeadamente o seu trabalho na Bolívia, na Polónia e na Rússia, sobre o que desenvolve bastante, mas também sobre as suas experiências na China, na Índia e em África. Sachs explica como se foi apercebendo de certos factores que afectam o crescimento e a pobreza, como o isolamento geográfico, as doenças e os problemas ambientais, mas que não tinham em geral sido desenvolvidos nos seus estudos universitários.
Numa última parte o professor Sachs enuncia um conjunto de medidas de apoio aos países pobres pondo ênfase na ajuda financeira internacional aos governos destes países e refere um conjunto de princípios económicos, políticos e morais para que os governos dos países ricos e, especialmente as suas populações, aceitem o desfio de ajudar os países pobres a ultrapassar a sua condição.
As intervenções enunciadas são fundamentalmente de 5 naturezas:
- na área da agricultura; sendo proposto que se subsidiem os preços de fertilizantes e sementes, sejam criadas infra-estruturas para irrigação e armazenamento e se faça formação em práticas modernas de cultivo nas comunidades rurais. O objectivo destas medidas, defendidas em especial para África, é replicar neste continente a revolução verde que foi conseguida em numerosas partes da Ásia e da América Latina.
- Investimentos em saúde pública; como a construção de clínicas que permitam a prestação de cuidados médicos, a distribuição de medicamentos a baixo custo, especialmente para doenças altamente debilitantes como a malária e o SIDA, a distribuição de redes mosquiteiras às famílias, a realização de desparasitação infantil e a resposta a casos agudos de má nutrição.
- Investimentos em educação; através da construção de escolas e do fornecimento de refeições às crianças com o objectivo de promover a assiduidade, combater o abandono escolar e melhorar os resultados dos alunos.
- Investimentos em água potável e saneamento básico.
- Investimentos em transportes e comunicações; nomeadamente em carrinhas e telemóveis comunitários para que os habitantes das comunidades rurais tenham acesso a mercados e a cuidados de saúde distantes.

Estas propostas acabam por ser, em geral, os investimentos que os países que hoje são desenvolvidos realizaram nos séculos XIX e XX e que foram determinantes para que estes alcançassem o crescimento económico.
Sachs critica também no livro os cépticos relativamente à ajuda internacional referindo-se a sucessos que foram conseguidos e ao facto de ser possível, através de um maior controlo, fornecer montantes maiores de ajuda financeira sem que se desencadeie uma corrupção generalizada.

## Importância
Com este livro Sachs tornou-se um dos líderes e das figuras inspiradoras do movimento de luta contra a pobreza e o fato de estar ligado ao Programa das Nações Unidas para o Desenvolvimento catalisou a união e a cooperação das principais organizações em torno de um projeto comum de combate à pobreza.
No âmbito do seu trabalho como diretor do Instituto da Terra da Universidade de Columbia e com o objetivo de implementar e mostrar a viabilidade e a eficácia das intervenções que defendeu em O Fim da Pobreza, Sachs promoveu o Projecto das Aldeias do Milénio que ajuda comunidades rurais no continente africano, tendo já recebido amplo reconhecimento e apoio, bem como um sucesso substancial.